# Saint-Cernin-de-Larche
Saint-Cernin-de-Larche – miejscowość i gmina we Francji, w regionie Nowa Akwitania, w departamencie Corrèze.
Według danych na rok 1990 gminę zamieszkiwało 425 osób, a gęstość zaludnienia wynosiła 46 osób/km² (wśród 747 gmin Limousin Saint-Cernin-de-Larche plasuje się na 286. miejscu pod względem liczby ludności, natomiast pod względem powierzchni na miejscu 572.).